# Netișîn
Netișîn (în ucraineană Нетішин, în poloneză Niecieszyn) este oraș regional în regiunea Hmelnîțkîi, Ucraina. 

## Demografie
Componența lingvistică a orașului Netișîn
     Ucraineană (87,66%)
     Rusă (11,41%)
     Alte limbi (0,17%)
Conform recensământului din 2001, majoritatea populației orașului Netișîn era vorbitoare de ucraineană (87,66%), existând în minoritate și vorbitori de rusă (11,41%).

## Istoric
Marele Ducat al Lituaniei 1542–1569

 Uniunea statală polono-lituaniană 1569–1793

 Imperiul Rus 1793–1917

 RSS Ucraineană 1920–1922

 Uniunea Sovietică 1922–1941

 Imperiul German (ocupația) 1941–1944

 Uniunea Sovietică 1944–1991

 Ucraina 1991–prezent 